# Stranden
Stranden er et autoriseret stednavn for et landområde beliggende ca. tre km sydvest for Vester Hassing i Aalborg Kommune. I området ligger ca. 10 landejendomme. Området består af strandeng og ager mod syd afgrænses området af Limfjorden.